# HD 148228
HD 148228，又名BD+11 2984，SAO 102165、HR 6121，是一颗恒星，视星等为6.11，位于銀經26.53，銀緯37.36，其B1900.0坐标为赤經16h 21m 29.2s，赤緯+11° 37.36′ 2″。